# Publio Quintilio Varo
Publio Quintilio Varo (in latino: Publius Quintilius Varus; Cremona, 47 o 46 a.C. – Foresta di Teutoburgo, settembre 9 d.C.) è stato un politico e generale romano.
Nato da una gens patrizia decaduta, riuscì a intraprendere la carriera politica grazie alla vicinanza dell'imperatore Augusto: questi gli permise di salire i gradini del cursus honorum e lo accolse nella sua famiglia dandogli in sposa la figlia di suo genero, Marco Vipsanio Agrippa. Esercitato il consolato nel 13 a.C., Varo ricoprì ruoli di notevole prestigio, quale quello di proconsole in Africa e, più tardi, quello di legatus Augusti pro praetore in Siria.
Nel 7 d.C. fu inviato come governatore in Germania; qui, tuttavia, fu ingannato e attaccato dalle forze germaniche comandate dal principe dei Cherusci, Arminio. Questi, pur essendo a capo della cavalleria ausiliaria delle legioni, agendo da traditore dei Romani, inflisse a Varo, tra il 9 e l'11 settembre del 9 d.C., una durissima sconfitta nella foresta di Teutoburgo, dove furono completamente annientate tre legioni e numerose coorti ausiliarie dell'esercito romano. Lo stesso Varo, vistosi sconfitto, si tolse la vita. Svetonio riferisce che la sconfitta di Varo fosse un incubo ricorrente per l’imperatore Augusto, che, anche nel sonno, avrebbe ripetuto il lamento Vare, Vare, redde mihi legiones! (Varo, Varo, restituiscimi le mie legioni!)

## Biografia

### Le origini familiari e la carriera politica

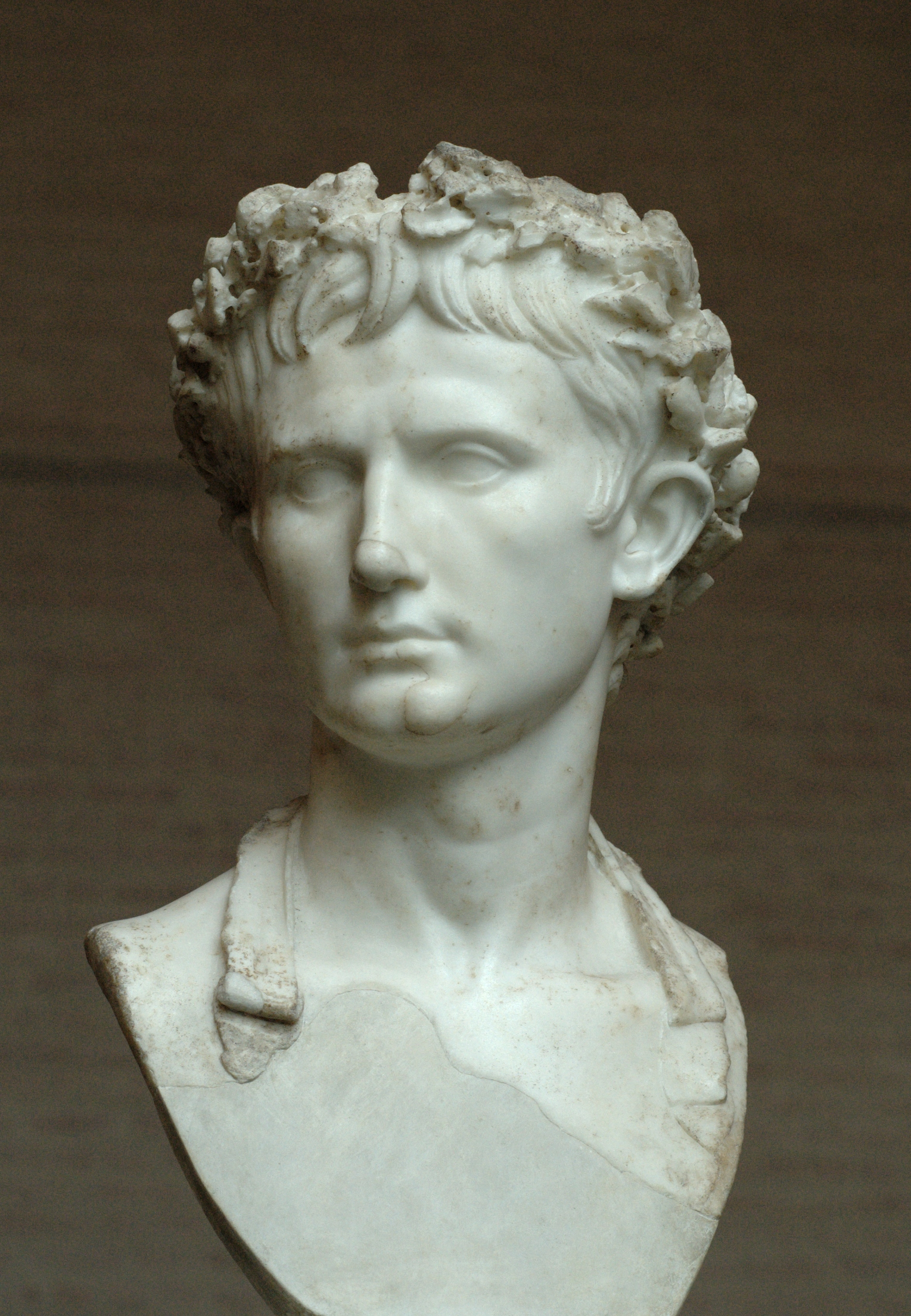
Busto in marmo di Ottaviano Augusto (cosiddetto "Augusto Bevilacqua" perché a lungo conservato nel Palazzo Bevilacqua di Verona), attualmente conservato alla Gliptoteca di Monaco di Baviera.

Publio Quintilio Varo nacque nel 47 o nel 46 a.C. da un esponente della gens Quintilia; non si conosce la data della sua nascita, ma è tuttavia possibile determinarla, seppure con una certa approssimazione, in base al cursus honorum che Varo percorse. Della sua infanzia e delle sue origini familiari non si hanno molte notizie certe. Sembra che la gens Quintilia fosse appartenuta al rango patrizio fino al periodo in cui nacque probabilmente lo stesso Varo, quando la stirpe perse questo privilegio per ragioni a noi ignote. Era figlio del senatore Sesto Quintilio Varo, a sua volta figlio di un altro senatore omonimo, allineatosi durante la guerra civile tra Gaio Giulio Cesare e Gneo Pompeo Magno con il partito pompeiano, che radunava gli esponenti dell'aristocrazia romana. Dopo la sconfitta di Pompeo e l'affermazione del partito cesariano, il padre si mantenne lontano da Roma ed estraneo alla congiura che sfociò nel cesaricidio alle Idi di marzo del 44 a.C. o comunque non vi prese parte, ma più tardi combatté a fianco di Marco Giunio Bruto e Gaio Cassio Longino nella battaglia di Filippi del 42 a.C. Piuttosto che assistere alla totale affermazione dei triumviri, preferì morire suicida.
Non si hanno notizie su Varo fino al momento in cui questi, in età adulta, intraprese una brillante carriera politica grazie alla vicinanza dell'imperatore Augusto, cui seppe avvicinarsi a differenza del padre, che era rimasto fino alla morte un fermo oppositore di Cesare e dei suoi eredi politici; Augusto, infatti, gli permise di compiere lo stesso percorso che si apriva per coloro che appartenevano all'élite aristocratica di Roma. Nel 22 a.C. Varo, che aveva forse combattuto al fianco dello stesso Augusto ad Azio, contro Marco Antonio nel 31 a.C., fu questore nella provincia di Acaia, dove divenne patronus della città di Tinos, e, tra il 22 e il 19 a.C., accompagnò lo stesso Augusto nel corso del suo viaggio in Oriente.
Varo sposò, infatti, nel 14 a.C. Vipsania Marcella, la figlia di Marco Vipsanio Agrippa, intimo amico e collaboratore dello stesso Augusto, e di Claudia Marcella maggiore; dopo aver ricoperto, in data ignota, l'edilità e la pretura, Varo fu propretore in una provincia minore o svolse ruoli di secondaria importanza al comando di una legione. Nel 13 a.C., dunque, riuscì a raggiungere, come collega di Tiberio Claudio Nerone, che più tardi fu adottato dallo stesso imperatore e ne divenne l'erede, il consolato: la magistratura suprema di età repubblicana, che pure aveva perso grande parte della sua importanza, rimaneva una carica di particolare prestigio, e coloro che dovevano essere designati consoli venivano, seppur ufficiosamente, indicati dallo stesso Augusto, che quindi permetteva soltanto a coloro che riteneva effettivamente degni dell'incarico di accedervi. Tiberio e Varo promulgarono assieme delle leggi che miravano ad accrescere i poteri di Agrippa, che veniva così riconosciuto come coreggente di Augusto.
Approfittando della carica di console, Varo organizzò, nel 13 a.C., delle fastose celebrazioni in onore di Giove per festeggiare solennemente il ritorno di Augusto da una spedizione pacificatrice in Gallia e nella Penisola iberica. In questo modo, riuscì ad attirare su di sé tanto l'attenzione dell'imperatore, che lo aveva già accolto tra i suoi favoriti, quanto quella della plebe romana, che poteva influenzare le decisioni politiche dell'Urbe. Nella stessa occasione, per celebrare il ritorno dell'imperatore e la pacificazione dei territori sotto il dominio di Roma, il senato decretò la costruzione dell'Ara Pacis. Nell'anno successivo al consolato, il 12 a.C., Agrippa venne a morte all'età di 51 anni, e a Varo, suo genero, fu assegnato il compito di approntare una sua laudatio funebris da leggere in occasione del funerale.

### Gli incarichi in Africa e in Siria
A seguito del consolato, tra il 7 e il 6 a.C. Varo, grazie all'amicizia di Tiberio, fu proconsole nella provincia d'Africa, che Augusto aveva lasciato alla giurisdizione di un magistrato scelto dal senato, e che veniva assegnata a uomini di rango consolare. Della permanenza di Varo in Africa non si ha alcuna notizia; rimangono tuttavia, alcune monete su cui fu inciso il suo nome, e rappresentato un volto che tuttavia non è, probabilmente, quello del proconsole. Poiché non si dispone di altre raffigurazioni iconografiche di Varo, non è comunque possibile determinarne il reale aspetto fisico. In Africa, Varo si trovò a comandare la Legio X Gemina, unica legione a essere assegnata al governatore di una provincia senatoria; il proconsole si distinse probabilmente in alcune operazioni militari, di cui non ci è rimasta alcuna notizia, tanto da guadagnare la nomina di legatus Augusti pro praetore per la provincia di Siria.
Guadagnata la fiducia di Augusto nell'esercizio delle sue funzioni in Africa, dove dové distinguersi particolarmente, Varo ottenne la nomina di governatore della provincia imperiale di Siria, dove fu inviato nel 6 a.C., al termine del suo mandato in Africa. L'incarico comportava grandi responsabilità: la provincia rivestiva una significativa importanza politica ed economica, e Varo avrebbe dovuto tenere sotto controllo i regni vassalli orientali, i cui sovrani tendevano spesso a sottrarsi all'autorità di Roma o a minacciarne i domini, e frenare le tendenze autonomistiche di alcune città delle zone interne. Era dunque necessario un uso accorto della diplomazia, cui talvolta doveva subentrare l'impiego delle forze militari: lungo i confini, infatti, erano frequenti le tensioni con l'impero partico. Varo aveva a disposizione un consistente esercito formato da due (soluzione più probabile, come sembra suggerire la monetazione del periodo, qui a lato) a quattro legioni: la III Gallica, la VI Ferrata, la X Fretensis e la XII Fulminata.

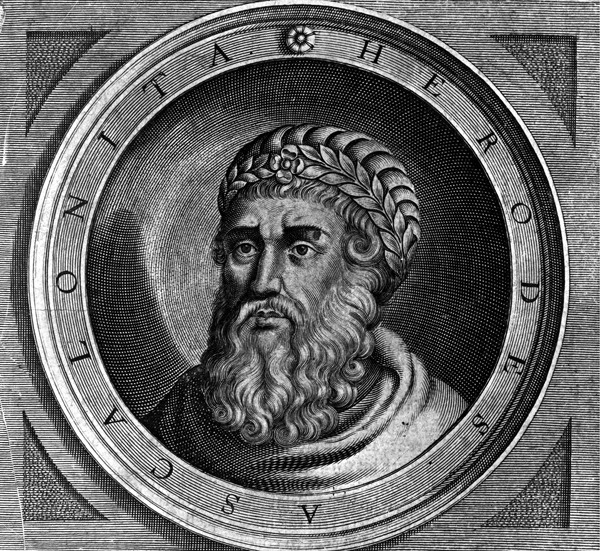
Raffigurazione di Erode il Grande.

Particolarmente intense furono le relazioni tra Varo e il regno di Giudea, retto dal re Erode il Grande. Verso la fine della sua vita, nel 4 a.C., questi, convinto di dover temere insidie anche da parte dei suoi parenti più stretti, desiderosi di impossessarsi del regno, accusò di alto tradimento il figlio Antipatro, che aveva precedentemente designato come suo successore sul trono, e convocò lo stesso Varo come presidente della corte che avrebbe dovuto giudicare il reo. Antipatro tentò di dimostrare la propria innocenza, ma Erode rispose alle sue parole con pesanti accuse, chiedendo a Varo che, per mantenere la pace nel regno di Giudea, acconsentisse alla condanna a morte del figlio accusato. Varo garantì il corretto svolgimento del processo, permettendo ad Antipatro di difendersi dalle accuse che gli venivano mosse contro, ma, al termine del procedimento giudiziario, il giovane fu giustiziato.
Nel corso del 4 a.C. venne però a morte anche lo stesso Erode; nel testamento lasciò scritto che il regno venisse diviso tra i suoi tre figli superstiti, Erode Archelao, Erode Antipa ed Erode Filippo II. Antipa, tuttavia, reclamava per sé solo il trono, sostenendo che il padre avesse modificato il testamento, includendovi i restanti due figli, solo quando era in fin di vita, e dunque privo di lucidità; Archelao fu dunque costretto a recarsi a Roma per richiedere ad Augusto il riconoscimento della propria sovranità, e i suoi territori ricaddero momentaneamente sotto la giurisdizione del procuratore romano Sabino. I Giudei, che mal sopportavano tanto Archelao quanto l'idea di essere governati direttamente da un magistrato romano, approfittarono dunque della sua assenza per attaccare le truppe di Sabino, che si trovarono in grande difficoltà, ma furono salvate dall'arrivo dei rinforzi guidati dallo stesso Varo. Questi, per pacificare il territorio in rivolta, dislocò abilmente le sue forze e marciò sulle principali città, e, giunto a Gerusalemme, mise in atto una dura politica di repressione, ordinando la crocifissione di circa 2000 Giudei che si erano ribellati alla sua autorità. Archelao, intanto, si vide riconoscere da Augusto la sovranità sui territori assegnatigli nel testamento dal padre, e fece ritorno in patria dopo che Varo aveva sedato le rivolte; lo stesso Varo, dunque, risolta la crisi, terminò il suo mandato e fece ritorno a Roma, probabilmente nel 3 a.C.
Non si ha alcuna notizia di Varo per il periodo che intercorre tra il termine del mandato in Siria e l'inizio di quello in Germania nel 7 d.C.; non è dunque possibile determinare né dove né come Varo operò per circa un decennio.

### Il governatorato in Germania
Nel 7 ricevette l'incarico di amministrare i territori della Germania occupata, ma la sua politica eccessivamente avida e persecutoria nei confronti delle popolazioni locali provocò una rivolta capeggiata da Arminio, ex ufficiale germanico dell'armata romana.
In Germania nel 9 cadde in un'imboscata tesagli a tradimento da Arminio nella selva di Teutoburgo (vedi Battaglia della foresta di Teutoburgo), nella quale furono annientate tre legioni e lui stesso morì suicidandosi piuttosto di essere consegnato ai barbari.
Svetonio riporta il lamento di Augusto appena seppe della disfatta:"Quintili Vare, legiones redde!" (Quintilio Varo, restituiscimi le legioni!)